# Zygmunt Jastrzębski

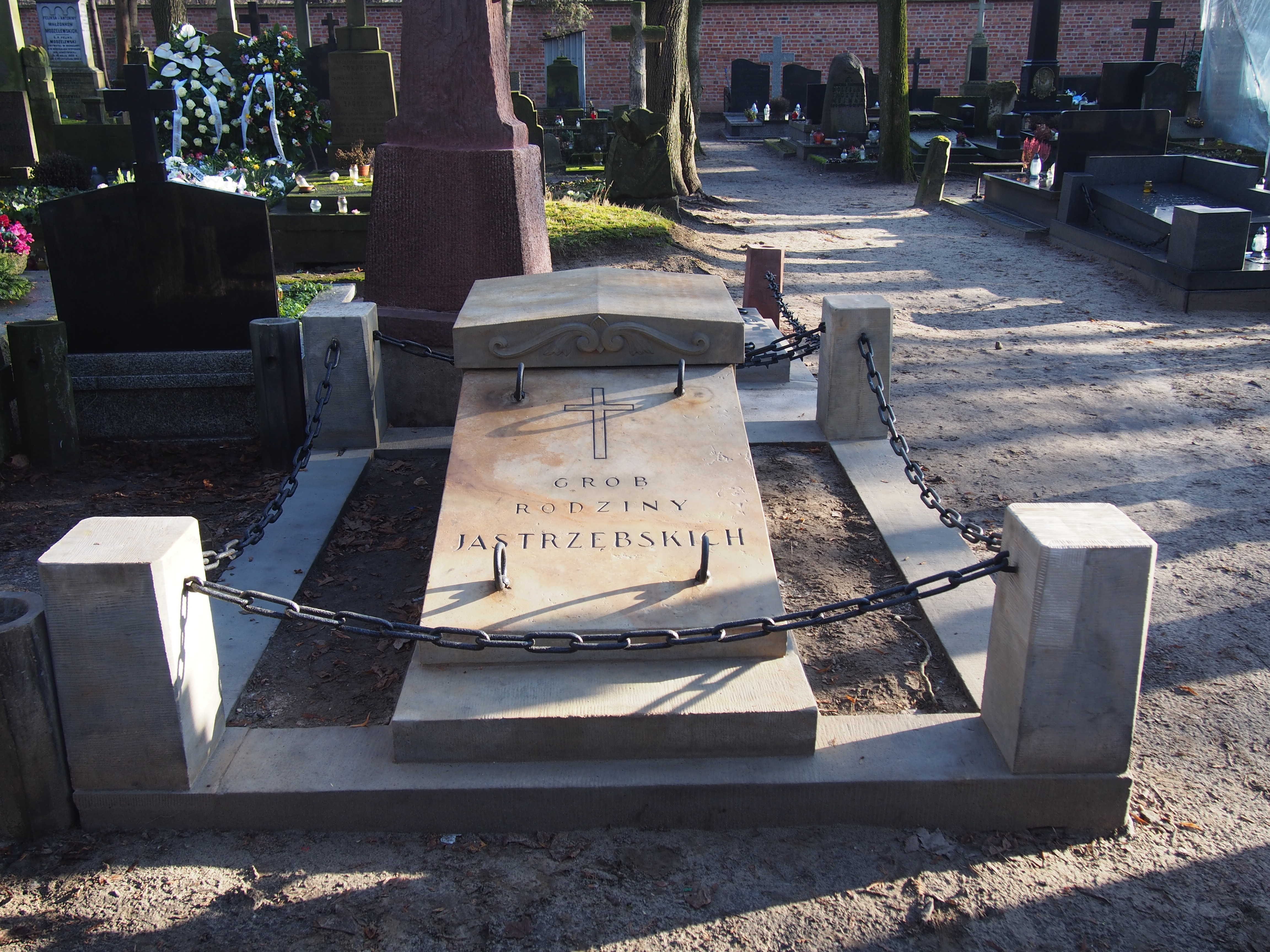
Grób Zygmunta Jastrzębskiego na cmentarzu Powązkowskim w Warszawie (2023)

Zygmunt Jastrzębski (ur. 22 października 1875 w Siedlcach, zm. 13 marca 1925 w Warszawie) – bankowiec, minister skarbu.

## Życiorys

### Wczesne lata
Był synem Henryka oraz Florentyny z Morsztynkiewiczów, weteranów powstania styczniowego. Uczęszczał do gimnazjum w Warszawie. Następnie w 1901 r. ukończył z opóźnieniem studia na wydziale prawa Cesarskiego Uniwersytetu Warszawskiego. Za nielegalną działalność w Kole Oświaty Ludowej, w czasie studiów w 1898 po wykryciu organizacji został aresztowany i osadzony w X Pawilonie Cytadeli Warszawskiej.
W 1904 r. wyjechał do Chin i podjął pracę w Banku Rosyjsko-Chińskim w Szanghaju, obejmując w nim wkrótce jedno z kierowniczych stanowisk. Następnie w 1917 r. został dyrektorem wschodniej grupy oddziałów Banków Rosyjsko-Chińskiego w Szanghaju. Odegrał szczególną rolę w sferach finansowych Rosji i Chin. Sfinansował założenie Domu Polskiego w Szanghaju z przeznaczeniem na ośrodek dla Polaków powracających z Syberii. W 1918 na pierwszym zjeździe Polaków z Syberii Wschodniej w Harbinie został powołany na stanowisko prezesa Komitetu Polskiego, którego jednym z głównych celów była organizacja oddziałów armii polskiej. Wskutek choroby musiał jednak z funkcji zrezygnować. Wycofał się na jakiś czas z życia politycznego i udał na kurację do Francji.

### II Rzeczpospolita
Do kraju powrócił w 1919 r. Trzy lata później  reprezentował Polskę na międzynarodowych gospodarczych w Genui i w Hadze. 3 lipca 1922 r., na polecenie Józefa Piłsudskiego, został mianowany ministrem skarbu w rządzie Artura Śliwińskiego (do czasu jego powrotu z konferencji haskiej obowiązki ministra pełnił Stanisław Żaczek). Jastrzębski pozostał na tym stanowisku do 2 stycznia 1923 r. jako minister uznawany był przez współczesnych za przeciwieństwo Jerzego Michalskiego, który opowiadał się za walką o utrzymanie wartości marki polskiej. Zajmował się sprawami finansowymi kraju, był przeciwny możliwości naprawy skarbu za pomocą pożyczek zagranicznych. Posunięcia, takie jak ogłoszone ustawą z 18 września 1922 r. wypuszczenie 8% państwowej pożyczki złotej czy rozporządzenie o przyjmowaniu przez Polską Krajową Kasę Pożyczkową wkładów w walutach obcych, interpretowane były jako działania wyrażające brak zaufania ze strony władz skarbowych do wciąż obowiązującej w kraju waluty. Minister równocześnie przyznawał, że zauważalne w tym czasie ożywienie życia gospodarczego zawdzięczamy inflacji, która umożliwiła restytucję wyniszczonych warsztatów pracy i ograniczenie liczby bezrobotnych.   
Jastrzębski, nie wierząc w możliwość uzyskania znaczącej pożyczki zagranicznej, nastawiał się na pożyczkę wewnętrzną, będącą jednym ze środków do uzyskania równowagi budżetowej. Planował ją jednak osiągnąć dopiero w perspektywie trzech do pięciu lat, a jej warunkiem miało być przeprowadzenie zasadniczej reformy skarbowej. Jastrzębski zapowiadał, że przygotowani przez siebie reformę fiskalną pozostawi kolejnemu rządowi, nie formułując właściwie ambitniejszych planów związanych z własną obecnością w resorcie skarbu. Postulowany przez niego przyszły system podatkowy miał się opierać w zakresie danin bezpośrednich na podatkach gruntowym, budynkowym, przemysłowym i, co znamienne, wymienionym dopiero na ostatnim miejscu, podatku dochodowym. W przypadku podatków pośrednich Jastrzębski wypowiadał się dość ogólnikowo, informując jedynie o wprowadzaniu ulepszeń organizacyjnych i regulowaniu polityki fiskalnej „pod kątem gospodarczym”. Te enigmatyczne zapowiedzi oznaczały na wskroś pragmatyczne korzystanie ze stwarzanych prolongowaną przez sejm 4 sierpnia 1922 r., na wniosek złożony jeszcze przez ministra Michalskiego, ustawą z 10 maja 1921 r. o uregulowaniu podatków od spożycia, zużycia bądź produkcji na obszarze Rzeczypospolitej Polskiej, przyznającą rządowi upoważnienie do waloryzacji poziomu podatków pośrednich, ale także wprowadzania w drodze rozporządzeń jednolitych rozwiązań w tym względzie na terenie całego kraju. Ustawa w swej pierwotnej wersji miała obowiązywać tylko do końca 1921 r., jednak dzięki przedłużeniu jej działania do końca 1922 r. minister jastrzębski mógł szeroko korzystać z przyznanych jej mocą uprawnień, nie podejmując z kolei praktycznie żadnych istotnych działań w zakresie podatków bezpośrednich. Na podstawie ustawy z 4 sierpnia 1922 r. Jastrzębski dokonał kilku istotnych i, co ważne, unifikujących terytorialnie polski system skarbowy zmian w systemie danin pośrednich.   
Jesienią 1922 r. udało się rozciągnąć na obszar całego państwa przepisy rosyjskiej ustawy akcyzowej o patentach akcyzowych na fabrykację trunków, drożdży oraz na zakłady sprzedaży trunków, zapałek i gilz papierosowych, a także niemieckich ustaw o opodatkowaniu węgla oraz o podatku spożywczym od kwasu octowego. W ramach unifikowania przepisów podatkowych uchylone zostały również niemieckie przepisy o opodatkowaniu wód mineralnych i sztucznie wyrabianych napojów obowiązujące wcześniej na terenie województw poznańskiego i pomorskiego. Urzędowanie jastrzębskiego w resorcie skarbu generalnie uznane zostało za niepowodzenie, a obawy przed podejmowaniem niepopularnych w okresie przedwyborczym decyzji o waloryzacji czy podnoszeniu podatków bezpośrednich przyniosły ewidentne zaniechania na polu stabilizowania gospodarki budżetowej. Podstawą prowadzonej przez niego polityki budżetowej stały się pożyczki w PKKP, czego dowodem był zgłoszony w sejmie wniosek o zgodę na upoważnienie do dalszego zadłużenia Skarbu Państwa w PKKP na sumę 370 mld marek i kolejnej emisji bez ustawowego pokrycia do sumy 250 mld marek.  
Skutkiem dość lekko prowadzonej polityki pieniężnej stała się znacząca deprecjacja waluty - w dniu objęcia przez jastrzębskiego stanowiska ministra skarbu dolar kosztował 4935 marek polskich, zaś w dniu jego dymisji już 17 850 marek, czyli ponad trzyipółkrotnie więcej. Jastrzębski pozostał w resorcie po dymisji premiera Nowaka, prowadząc Ministerstwo Skarbu w pierwszym okresie funkcjonowania gabinetu Władysława Sikorskiego.  
Z ministerstwa odszedł, podając się do dymisji 2 stycznia 1923 r. W tym samym roku wydał pracę pt. "Eksperymenty czy naprawa skarbu". Ponadto został pierwszym prezesem Zarządu Głównego Ligi Obrony Powietrznej Państwa, uczestniczył także w pracach stołeczno-wojewódzkiego Komitetu Pomocy Młodzieży Akademickiej.
Zmarł 13 marca 1925 r. w Warszawie. Spoczął na cmentarzu Powązkowskim w Warszawie (kwatera 183, rząd 4, miejsce 29-30).
W 2022 roku Fundacja ,,Stare Powązki" w ramach projektu odrestaurowywania grobów ministrów II RP, odnowiła grób Jastrzębskiego.

## Okres pełnienia urzędu ministra
- 3 – 7.07.1922[5]
- p.o. 7- 31.07.1922
- 31.07 – 14.12.1922
- p.o. 14 – 16.12.1922
- 16.12.1922 – 2.01.1923

## Ordery i odznaczenia
- Krzyż Oficerski Orderu Odrodzenia Polski (2 maja 1922)[6][7]